# Nellie McKay
Nell Marie "Nellie" McKay, född 13 april 1982 i London, England, är en amerikansk musiker, skådespelare och komiker.
McKay har släppt fem fullängdsalbum och komponerat musik till flera Hollywood-filmer. Hennes musik sträcker sig över flera genrer så som jazz, folkmusik, rap, disco och funk. 2006 debuterade hon som skådespelare på Broadway i The Threepenny Opera, en roll som hon vann en Theatre World Award för. 2007 hade hon en roll i långfilmen P.S. I Love You.

## Diskografi

### Album
- 2004: Get Away from Me
- 2006: Pretty Little Head
- 2007: Obligatory Villagers
- 2009: Normal as Blueberry Pie - A Tribute to Doris Day
- 2010: Home Sweet Mobile Home

### Soundtracks och covers
- 2005: Ryktet går... : "Pasadena Girl", "Face of a Faith"
- 2005: Monster till svärmor : "Won't U Please B Nice"
- 2005: Weeds : "David"
- 2007: P.S. I Love You : ""P.S. I Love You"
- 2010: Terrible Thrills, Vol. 1
- 2010: Downtown Express
- 2010: Boardwalk Empire : "Wild Romantic Blues"

### Samarbeten och övrigt
- 2005: "If I Needed Someone" på albumet This Bird Has Flown - A 40th Anniversary Tribute to the Beatles' Rubber Soul
- 2010: "How Are You?" från albumet Here Lies Love av David Byrne och Fatboy Slim

## Filmografi
- 2007 – P.S. I Love You
- 2010 – Downton Express